# Lista de vereadores de São João da Barra
Esta é a lista de vereadores de São João da Barra, município brasileiro do estado do Rio de Janeiro.
A Câmara Municipal de São João da Barra é formada por nove representantes.

## Legislatura de 2021–2024
Estes são os vereadores eleitos nas eleições de 15 de novembro de 2020, pelo período de 1° de janeiro de 2021 a 31 de dezembro de 2024:
| Mesa Diretora (2021-2022)              |                       |                        |                           |
| Nome                                   | Início do mandato     | Fim do mandato         | Cargo                     |
| Elísio Alberto da Silva Rodrigues (PL) | 1º de janeiro de 2021 | 31 de dezembro de 2022 | Presidente da Câmara      |
| Sônia Maria da Silva Pereira (PP)      | 1º de janeiro de 2021 | 31 de dezembro de 2022 | Vice-presidente da Câmara |
| Analiel Almeida Vianna (Cid.)          | 1º de janeiro de 2021 | 31 de dezembro de 2022 | 1º Secretário             |
| Renato Ribeiro da Silva (PL)           | 1º de janeiro de 2021 | 31 de dezembro de 2022 | 2º Secretário             |

|   | Nome                                                                                             | Partido                      | Votos | %    | Observações                                                   |
| - | ------------------------------------------------------------------------------------------------ | ---------------------------- | ----- | ---- | ------------------------------------------------------------- |
| 1 | Elísio Alberto da Silva Rodrigues, Elísio Motos (2021-2022) (Campos dos Goytacazes, 16.02.1976–) | Partido Liberal (PL)         | 2.042 | 7,23 | 2º mandato                                                    |
| 2 | Manoel Francisco Barreto, Chico da Quixaba (Campos dos Goytacazes, 18.12.1961–)                  | Progressistas (PP)           | 1.538 | 5,44 | 1º mandato                                                    |
| 3 | Renato Ribeiro da Silva, Julinho Peixoto (Rio de Janeiro, 31.07.1973–)                           | Partido Liberal (PL)         | 1.489 | 5,27 | 1º mandato                                                    |
| 4 | Analiel Almeida Vianna (Campos dos Goytacazes, 14.06.1981–)                                      | CIDADANIA                    | 1.338 | 4,74 | 1º mandato                                                    |
| 5 | Alan Barreto Paes, Alan de Grussaí (São João da Barra, 20.01.1979–)                              | CIDADANIA                    | 1.220 | 4,32 | 1º mandato                                                    |
| 6 | Franquis Arêas de Freitas (Campos dos Goytacazes, 08.11.1975–)                                   | Partido Social Cristão (PSC) | 1.193 | 4,22 | 2º mandato                                                    |
| 7 | Sônia Maria da Silva Pereira, Soninha Pereira (São João da Barra, 20.04.1960–)                   | Progressistas (PP)           | 1.084 | 3,84 | 1º mandato                                                    |
| 8 | Aluizio Siqueira Filho (Campos dos Goytacazes, 17.04.1968–)                                      | Progressistas (PP)           | 1.044 | 3,70 | 2º mandato Licenciado como Secretário mun. de Agricultura     |
| 9 | Orlando Viana Monteiro Junior, Júnior Monteiro (Campos dos Goytacazes, 15.01.1983–)              | CIDADANIA                    | 974   | 3,45 | 1º mandato                                                    |
| – | Carlos Machado da Silva, Kaká (Rio de Janeiro, 06.08.1977–)                                      | Podemos (PODE)               | 900   | 3,19 | 1º mandato Assumiu em 01.01.2021 no lugar de Aluizio Siqueira |

## Legislatura de 2017–2020
Estes são os vereadores eleitos nas eleições de 2 de outubro de 2016, pelo período de 1° de janeiro de 2017 a 31 de dezembro de 2020:
|   | Nome                                                                                     | Partido                                            | Votos | %    | Observações                                                |
| - | ---------------------------------------------------------------------------------------- | -------------------------------------------------- | ----- | ---- | ---------------------------------------------------------- |
| 1 | Elísio Alberto da Silva Rodrigues, Elísio Motos (São João da Barra, 16.02.1976–)         | Partido Democrático Trabalhista (PDT)              | 1.621 | 5,20 | 1º mandato                                                 |
| 2 | Sônia Maria da Silva Pereira, Soninha Pereira (São João da Barra, 20.04.1960–)           | Partido dos Trabalhadores (PT)                     | 1.615 | 5,18 | 1º mandato                                                 |
| 3 | Franquis Arêas de Freitas, Frank Areas (Campos dos Goytacazes, 08.11.1975–)              | Partido da República (PR)                          | 1.594 | 5,12 | 1º mandato                                                 |
| 4 | Aluizio Siqueira Filho (2017-2018) e (04.2019-2020) (Campos dos Goytacazes, 17.04.1968–) | Partido Progressista (PP)                          | 1.527 | 4,90 | 1º mandato                                                 |
| 5 | Eziel Pedro da Silva (Rio de Janeiro, 03.03.1975–)                                       | Partido do Movimento Democrático Brasileiro (PMDB) | 1.416 | 4,55 | 1º mandato                                                 |
| 6 | Alex Sandro Matheus Firme (01 a 04.2019) (São João da Barra, 04.03.1977–)                | Partido Progressista (PP)                          | 1.398 | 4,49 | 1º mandato                                                 |
| 7 | Carlos Alberto Alves Maia, Caputi (São João da Barra, 12.09.1954–)                       | Partido Trabalhista Nacional (PTN)                 | 1.255 | 4,03 | 1º mandato                                                 |
| 8 | Gerson da Silva Crispim, Gersinho Crispim (Rio de Janeiro, 30.03.1962–)                  | Solidariedade (SD)                                 | 915   | 2,94 | 1º mandato                                                 |
| 9 | Ronaldo Gomes de Souza (Campos dos Goytacazes, 05.05.1958–)                              | Partido Republicano da Ordem Social (PROS)         | 845   | 2,71 | 1º mandato Afastado por decisão judicial                   |
| – | Dr. André Luiz Neto Fontoura (Rio de Janeiro, 28.01.1981–)                               | Partido Popular Socialista (PPS)                   | 748   | 2,40 | 1º mandato Assumiu em 15.12.2020 no lugar de Ronaldo Gomes |

## Legenda
| Cor  | Significado          |
| Bege | Presidente da Câmara |
| Azul | Suplente             |